# György Bessenyei
György Bessenyei (Tiszabercel, 1747 - Pusztakovácsi, 24 de febrero de 1811) fue un poeta y dramaturgo ilustrado húngaro. Perteneció al grupo conocido como testőr írók (guardaespaldas húngaros de la Emperatriz María Teresa I de Austria), responsable de la renovación de las letras húngaras. Su obra Ágis tragédiája ("la tragedia de Agis", 1772) está considerada como el punto de partida de la literatura húngara moderna. También es importante su comedia A filozófus ("el filósofo", 1777). Su obra está marcada por el deseo de consolidar y promover la nacionalidad húngara, que por primera vez Bessenyei quiso extender a todos los miembros de la sociedad, y no sólo a la aristocracia. Sin embargo, sus obras nunca fueron publicadas en vida, por lo que su influencia real en su época fue reducida, lo que lo llevó a apartarse de la vida pública. 

## Obras
- 1772 - Ágis tragédiája
- 1777 - A magyar néző
- 1777 - A filozófus
- 1778 - Magyarság
- 1779 - A holmi
- 1781 - Egy magyar társaság iránt való jámbor szándék
- 1799 - A természet világa
- 1804 - Tarimenes utazása